# Demografie Eritreas
Die demografischen Daten Eritreas lassen sich nicht genau feststellen.
Eritreer bilden zusammen mit den Einwohnern Äthiopiens eine kulturelle Einheit, siehe Habescha. Eritrea hat ca. 6,75 Mio. Einwohner. Seit Jahren verlassen zahlreiche Flüchtlinge das Land und es kommt immer wieder zu Hungerkatastrophen. Aus diesen Gründen können die Zahlen nur geschätzt werden.

## Gesamtbevölkerung
Die Anzahl der Einwohner wurde lange deutlich zu hoch angegeben. Noch für das Jahr 2017 bspw. wurde die Einwohnerzahl bei den Vereinten Nationen mit 5,1 Millionen und im CIA World Factbook mit 5,9 Millionen angegeben. Kurz darauf haben die Vereinten Nationen all ihre Zahlen für Vergangenheit, Gegenwart und Zukunft deutlich nach unten korrigiert und schätzen seither für 2017 nur noch etwa 3,4 Millionen Einwohner, für 2022 etwa 3,7 Millionen. Das CIA World Factbook ist der UN-Korrektur noch nicht gefolgt und schätzt 6,23 Mio. Einwohner für 2023.
| Jahr | Einwohnerzahl |
| ---- | ------------- |
| 1950 | 0,82 Mio.     |
| 1975 | 1,45 Mio.     |
| 2000 | 2,39 Mio.     |
| 2025 | 3,89 Mio.     |
| 2050 | 5,96 Mio.     |

| Alter              | Anteil | Männer    | Frauen    |
| ------------------ | ------ | --------- | --------- |
| 0–14 Jahre         | 42,1 % | 1.256.384 | 1.244.569 |
| 15–64 Jahre        | 54,3 % | 1.580.535 | 1.641.911 |
| 65 Jahre und älter | 03,6 % | 96.627    | 119.458   |

## Statistik
- Wachstumsrate: 2,418 % (2012, geschätzt)
- Geburtenrate: 32,1 Geburten/1.000 Population (2012, geschätzt)
- Mortalitätsrate: 7,92 Tode/1.000 Population (2012, geschätzt)
- Netto-Migrationsrate: 0 Migranten/1.000 Population (2012, geschätzt)
  - Anm.: keine Daten verfügbar
- Geschlechterverhältnis:
  - Geburt: 1.03 männliche/weibliche
  - unter 15 Jahren: 1.01 männliche/weibliche
  - 15-64 Jahre: 0.96 männliche/weibliche
  - 65 Jahre und älter: 0.79 männliche/weibliche
  - Gesamtbevölkerung: 0.98 männliche/weibliche (2012, geschätzt)[5]
- Kindersterblichkeit: 40.34 Tode/1.000 Lebendgeburten (2012, geschätzt)
- Müttersterblichkeit: 280 Tode/100.000 Lebendgeburten (2008)
- Lebenserwartung bei der Geburt:
  - Gesamtbevölkerung: 62,86 Jahre
  - männlich 60,73 Jahre(2012, geschätzt)
  - weiblich:65,06 Jahre(2012, geschätzt)
- Gesamtfruchtbarkeit: 4,37 Kinder geboren pro Frau (2012, geschätzt)

## Nationalität
- Name: Eritreer
- Adjektiv: eritreisch

## Ethnische Gruppen
| Ethnolinguistische Zuordnung   | Population (2010, geschätzt) |
| ------------------------------ | ---------------------------- |
| Tigrinya                       | 55 %                         |
| Tigre                          | 30 %                         |
| Saho                           | 4 %                          |
| Rashaida                       | 2 %                          |
| Bilen                          | 2 %                          |
| Kunama                         | 2 %                          |
| andere (Afar, Beni Amir, Nara) | 5 %                          |

## Religionen
Muslime (Sunniten) und eritreische Christen (Eritreisch-Orthodoxe Tewahedo-Kirche, Protestanten, Katholiken).

## Sprachen
Tigrinya, Tigré, Afar, Saho, Kunama, Bedscha, Bilen, Nara und Arabisch sowie Englisch als Zweitsprache. Italienisch wird vereinzelt verstanden.

## Alphabetisierung
- Definition: 15 Jahre alte und ältere Menschen können lesen und schreiben.
- Gesamtpopulation: 58,6 %
- Männer: 69,9 %
- Frauen: 47,6 % (2003, geschätzt)